# Kislók
Kislók település Fejér vármegyében, a Sárbogárdi járásban. Közigazgatásilag Sárbogárdhoz tartozik.

## Földrajza

### Fekvése
Sárbogárdtól 6,5 kilométerre északkeletre fekszik, a Mezőfalva felé vezető 6215-ös út mentén, amely az előbb említett község nagysismándi részét köti össze a városközponttal. Viszonylag közel helyezkedik el a városrészhez Mezőfalva mellett Hantos, Nagylók illetve Sárszentágota felsőkörtvélyesi községrésze.

### Demográfiai adatok
2011-es adatok szerint a lakónépesség 179 fő, a lakások száma pedig 75.

## Közlekedés
Kislókot helyi menetrend szerinti autóbusz közlekedés köti össze Sárbogárddal. Vasútállomás nincs a városrészen, de a Pusztaszabolcs–Pécs-vasútvonal nagylóki és sárbogárdi állomása is viszonylag közel fekszik hozzá.

## Látnivalók, rendezvények

### Kislóki löszfalak
A kislóki löszfalaknál ritka madár-, rovar- és növényvilág található.

### Zichy-(Pálffy)-kúria
Kislókon Zichy-(Pálffy)-kúria található.

### Kislóki-tó
A Kislóki-tó Kislóktól délre fekvő halásztó. A tó területe 5 hektár.

### Kislóki falunapok
2002 óta minden évben megrendezésre kerülnek a kislóki falunapok.

### Kislóki Szűz Mária neve templom
A templom a sárbogárdi Szent László király templom filiája, a Szabadság u. 8. alatt található.

## Közügyek
Az ivóvízellátás saját kútból történik, közvilágítás is van a városrészen.
Kislókon nincs csatornázás.